# Action à Mechili
Guerre du Désert de la Seconde Guerre mondiale
Batailles
Guerre du Désert
- Invasion de l'Égypte
- Compass (Fort Capuzzo
- Nibeiwa
- Sidi Barrani
- Bardia
- Tobrouk (1941)
- Mechili
- Beda Fomm)
- Koufra
- Siège de Giarabub
- Sonnenblume
- El Agheila (1941)
- Siège de Tobrouk (Raid sur Bardia
- Raid Twin Pimples)
- Skorpion
- Brevity
- Battleaxe
- Crusader (Flipper
- Bir el Gubi (novembre 1941)
- Point 175
- Bir el Gubi (décembre 1941))
- Fort Lamy
- Gazala (Bir Hakeim
- Tobrouk (1942))
- Mersa Matruh
- El Alamein (juillet 1942) (Raid sur l'aérodrome de Sidi Haneish)
- Alam el Halfa
- Agreement (Caravan)
- Bertram
- Braganza
- El Alamein (octobre 1942) (Avant-poste Snipe)
- El Agheila (1942)

Débarquement allié en Afrique du Nord
- Blackstone
- Casablanca
- Reservist
- Terminal
- Port Lyautey
- Brushwood

Campagne de Tunisie
- Course pour Tunis
- Ligne Mareth
- Sidi Bouzid
- Kasserine
- Sejnane
- Ochsenkopf
- Capri
- Ksar Ghilane
- Pugilist
- El Guettar
- Wadi Akarit
- Longstop Hill
- Hill 609
- Vulcan
- Flax
- Retribution
- Strike

L'action à Mechili est un engagement entre les unités de la 7e division blindée britannique de la 13e corps et les forces italiennes de la 10e armée pendant l'opération Compass, nom de code de la première opération militaire d'envergure conduite par les Britanniques contre les troupes italiennes dans le désert de Libye durant la Seconde Guerre mondiale.
L'armée italienne s'est rachetée des précédents fiascos désastreux de la campagne. Les avantages britanniques antérieurs en matière de reconnaissance, de manœuvre et de soutien d'artillerie ont été considérablement réduits en raison des pénuries d'approvisionnement en carburant et en munitions d'artillerie, le champ de bataille étant maintenant en terrain accidenté, et ceux-ci n'avaient pas encore mis en place des aérodromes avancés. L'armée italienne se positionna à son avantage, mit en place des champs de tir efficaces en manœuvrant avec succès en lançant des contre-attaques locales et infligea des pertes proportionnelles à celles reçus. Ils retardèrent les Britanniques pendant des jours et se retirèrent en bon ordre avec des actions d'arrière-garde vives et efficaces.
Sur la côte, les Britanniques poursuivirent vers l'ouest le long de la Via Balbia, ainsi qu'à l'intérieur des terres pour couper la retraite italienne à la bataille de Beda Fomm.

### Lectures complémentaires
Sites Internet
- David French, Raising Churchill's Army: The British Army and the War against Germany 1919–1945, Oxford, Oxford University Press, 2001 (1re éd. 2000) (ISBN 0-19-924630-0)
- A Moorehead, The Desert War: The Classic Trilogy on the North African Campaign 1940–43, London, Aurum Press, 2009 (1re éd. 1944) (ISBN 978-1-84513-391-7)
- Ian W. Walker, Iron Hulls, Iron Hearts: Mussolini's Elite Armoured Divisions in North Africa, Marlborough, Crowood, 2003 (ISBN 1-86126-646-4)

Thèses
- H. R. Christie, « Fallen Eagles: The Italian 10th Army in the Opening Campaign in the Western Desert, June 1940 – December 1940 » [archive du 16 février 2015], Fort Leavenworth, KS, U. S. Army Command and General Staff College, 1999 (OCLC 465212715, consulté le 9 mars 2015)

Sites Internet
- Harding, « Cyrenaica Command Intelligence Summary No. 5 and XIII Corps Intelligence Summary No. 18 and Appendix E, H.Q. Cyrenaica Command Intelligence Summary No. 6 (23 Feb 41) WO 169/1258 », The National Archives, 23 février 1941 (consulté le 26 juillet 2015)